# 美咲野
美咲野（みさきの）は北海道恵庭市の地名。郵便番号は061-1427。人口は2,023人、世帯数は833世帯。

## 地理
恵庭市街の西に位置している地域。美咲野内に恵南柏木通、北海道道117号恵庭岳公園線が通っていて、美咲野の東側に漁川がある。

## 歴史

### 沿革
- 2003年（平成15年）10月6日 - 牧場の一部から美咲野に町名変更[4]および「美咲野1 - 6丁目」に住居表示変更[5]。

### 町名の変遷
町名の変遷は以下の通り。
| 実施内容 | 実施年月日 | 実施前 | 実施後 |
| -------- | ---------- | ------ | ------ |
| 町名変更 | 2003年     | 牧場   | 美咲野 |

## 人口と世帯数
2023年9月30日現在の人口と世帯数は以下の通り。
| 町・丁      | 人口    | 世帯    |
| ----------- | ------- | ------- |
| 美咲野1丁目 | 530人   | 215世帯 |
| 美咲野2丁目 | 308人   | 129世帯 |
| 美咲野3丁目 | 339人   | 144世帯 |
| 美咲野4丁目 | 259人   | 106世帯 |
| 美咲野5丁目 | 228人   | 93世帯  |
| 美咲野6丁目 | 359人   | 146世帯 |
| 計          | 2,023人 | 833世帯 |

### 人口の変遷
国勢調査による人口数の推移。
| 2005年（平成17年） | 2146人 | [ 6 ] |  |
| 2010年（平成22年） | 2347人 | [ 7 ] |  |
| 2015年（平成27年） | 2242人 | [ 8 ] |  |
| 2020年（令和2年）  | 2090人 | [ 9 ] |  |

### 世帯数の変遷
国勢調査による世帯数の推移。
| 2005年（平成17年） | 652世帯 | [ 6 ] |  |
| 2010年（平成22年） | 735世帯 | [ 7 ] |  |
| 2015年（平成27年） | 749世帯 | [ 8 ] |  |
| 2020年（令和2年）  | 759世帯 | [ 9 ] |  |

## 小・中学校の通学区
小・中学校の通学区は以下の通り。
| 町・丁 | 街区 | 小学校           | 中学校             |
| ------ | ---- | ---------------- | ------------------ |
| 美咲野 | 全域 | 恵庭市立柏小学校 | 恵庭市立恵庭中学校 |

## 交通

### バス
- えにわコミュニティバス（ecoバス）
  - 「日の出団地」・「川沿大通」停留所がある[11]。

### 道路
- 一般道道
  - 北海道道117号恵庭岳公園線[12]
- 都市計画道路
  - 3・4・107 恵南柏木通[12]

## 施設
文化
- 川沿町内会館（美咲野5丁目）

公園
- えにわサイクルパーク（美咲野1丁目）
- 漁川パークゴルフ場 アイリスコース（美咲野1丁目）
- げんき公園（美咲野1丁目）
- こもれび公園（美咲野2丁目）
- おひさま公園（美咲野3丁目）
- そよかぜ公園（美咲野4丁目）
- ひので公園（美咲野6丁目）

産業・商業
- セイコーマート まきば店（美咲野1丁目）
- ツルハドラッグ 美咲野店（美咲野3丁目）
- セブン-イレブン 恵庭インター店（美咲野4丁目）